# The Kovenant
The Kovenant to norweska grupa muzyczna początkowo wykonująca black metal, obecnie grająca nowoczesny heavy metal z wpływami industrialu i muzyki elektronicznej. Grupa powstała 1992 roku w Bergen z inicjatywy Stiana Arnesena (gitara basowa, śpiew) pseudonim "Nagash" oraz Amunda Svenssona (gitara elektryczna) pseudonim "Blackheart".
The Kovenant do 1998 roku występowało pod nazwą Covenant, nazwa została zmieniona na rzecz dłużej funkcjonującej (od 1986 roku) szwedzkiej grupy muzycznej Covenant wykonującej synth pop.

## Muzycy
Obecny skład zespołu
- Stian "Lex Icon"/"Nagash" Arnesen – śpiew, gitara basowa, programowanie (od 1992)
- Amund "Psy Coma"/"Blackheart" Svensson – gitara elektryczna (od 1992)
- Audun "Angel" Stengel – gitara elektryczna (od 2000)
- Jan Axel Blomberg – perkusja (1998–2003, od 2009)
- Steinar Sverd Johnsen – instrumenty klawiszowe (1998−1999, od 2009)
- Sarah Jezebel Deva – śpiew (1998−1999, od 2009)

Byli członkowie zespołu
- Jamie "Astennu" Stinson – gitara elektryczna (1998−1999)
- Eileen Küpper - śpiew (1999–2003)
- Kharon – gitara basowa (1994)
- Geir Bratland – instrumenty klawiszowe (2003–2009)
- Küth – perkusja (2003–2009)

## Dyskografia
| 1997                           | In Times Before the Light (jako Covenant) - Data: 1997 - Wydawca: Mordgrimm  | –  |
| 1998                           | Nexus Polaris (jako Covenant) - Data: 24 marca 1998 - Wydawca: Nuclear Blast | 24 |
| 1999                           | Animatronic - Data: 16 listopada 1999 - Wydawca: Nuclear Blast               | 40 |
| 2003                           | S.E.T.I. - Data: 31 marca 2003 - Wydawca: Nuclear Blast                      | –  |
| "—" pozycja nie była notowana. |                                                                              |    |

| Rok  | Tytuł                                                        |
| ---- | ------------------------------------------------------------ |
| 2003 | S.E.T.I. Club - Data: 6 lutego 2003 - Wydawca: Nuclear Blast |

| Rok  | Tytuł                                                                                            |
| ---- | ------------------------------------------------------------------------------------------------ |
| 1994 | From the Storm of Shadows (jako Covenant) - Data: grudzień 1994 - Wydawca: brak (wydanie własne) |
| 1995 | Promo 1995 (jako Covenant) - Data: sierpień 1995 - Wydawca: brak (wydanie własne)                |

## Nagrody i wyróżnienia
| Rok  | Nagroda                | Kategoria                 | Uwagi   |
| ---- | ---------------------- | ------------------------- | ------- |
| 1999 | Spellemannprisen, 1998 | Hard rock (Nexus Polaris) | Nagroda |
| 2000 | Spellemannprisen, 1999 | Hard rock (Animatronic)   | Nagroda |